# Fatma Zohra Abdelkader Hedjala
Fatma Zohra Abdelkader Hedjala est une boxeuse algérienne née le  24 juin 1992.

## Biographie
Fatma Zohra Abdelkader Hedjala remporte la médaille de bronze dans la catégorie des moins de 54 kg aux Jeux méditerranéens de 2022 à Oran.
Elle est médaillée d'argent dans la catégorie des moins de 54 kg aux Championnats d'Afrique de boxe amateur 2022 à Maputo, aux Jeux panarabes de 2023 à Alger ainsi qu'aux championnats d'Afrique de boxe amateur 2023 à Yaoundé.